# Cambon
Cambon é uma comuna francesa na região administrativa de Occitânia, no departamento de Tarn. Estende-se por uma área de 7,71 km². Em 2010 a comuna tinha 2 175 habitantes (densidade: 282,1 hab./km²).